# Centro di assistenza agricola
Un Centro di Assistenza Agricola (CAA) è un soggetto privato (impresa o libero professionista) che si occupa, a nome di un'azienda agricola, del fascicolo aziendale connesso ai finanziamenti pubblici del settore.

## Descrizione
La norma che ha istituito i CAA è il D.M. 27 marzo 2001 e successivamente dal D.M. 27 marzo 2008 "Riforma dei Centri autorizzati di assistenza agricola".
In pratica, i CAA sono delegati da AGEA per istruire le pratiche, previo mandato scritto del titolare dell'azienda, che riguardano gli organismi pagatori, le istanze di erogazione degli incentivi, i premi e le indennità relativi al mondo dell'agricoltura. Un altro adempimento che un CAA potrebbe eseguire, per conto dell'assistito, è l'invio della dichiarazione di giacenza annuale (vini e/o mosti) ad AGEA tramite il SIAN (Sistema Informativo Agricolo Nazionale).